# Emzarios Bentinidis
Emzarios Bentinidis –en griego, Εμζάριος Μπετινίδης; en georgiano, ემზარ ბედინეიშვილი, Emzar Bedineishvili– (Tiflis, URSS, 16 de agosto de 1975) es un deportista griego de origen georgiano que compitió en lucha libre. Ganó cinco medallas en el Campeonato Europeo de Lucha entre los años 1999 y 2008.

## Palmarés internacional
| Representando a Georgia |                     |                   |           |
| Campeonato Europeo      |                     |                   |           |
| Año                     | Lugar               | Medalla           | Categoría |
| 1999                    | Minsk (Bielorrusia) | Medalla de bronce | 69 kg     |
| 2000                    | Budapest (Hungría)  | Medalla de oro    | 69 kg     |
| Representando a Grecia  |                     |                   |           |
| Campeonato Europeo      |                     |                   |           |
| Año                     | Lugar               | Medalla           | Categoría |
| 2004                    | Ankara (Turquía)    | Medalla de bronce | 74 kg     |
| 2007                    | Sofía (Bulgaria)    | Medalla de bronce | 74 kg     |
| 2008                    | Tampere (Finlandia) | Medalla de bronce | 74 kg     |